# Sister (schwedische Band)
Sister ist eine 2006 gegründete schwedische Sleaze-Rock-Band aus Stockholm und Jönköping.

## Geschichte
Sister wurden Anfang 2006 vom Schlagzeuger Cari und dem damaligen Gitarristen Dani gegründet. Sänger Jamie, der damals noch bei einer anderen Band aktiv war, verließ diese und stieß zu dem Duo. Nachdem bereits mehrere Auftritte absolviert waren, löste sich eine bekannte andere Gruppe auf und deren Bassist Rikki trat Sister bei. Dem Bandnamen wird an sich keine tiefere Bedeutung beigemessen. Dazu scherzte Schlagzeuger und Gründungsmitglied Cari: „Es hat keine tiefere Bedeutung. Ich finde, es ist ein großartiger Name. Ich hatte den Namen schon einige Zeit in meinem Kopf und versuchte, ihn mit anderen Namen zusammen zu mixen. Aber irgendwie kam es dann so heraus, dass es nur Sister wurde. Vier Jungs mit Make-up veröffentlichen ein Album namens «Hated» und nennen sich selber Sister. Es kann nicht besser werden! Die Leute werden ausflippen.“

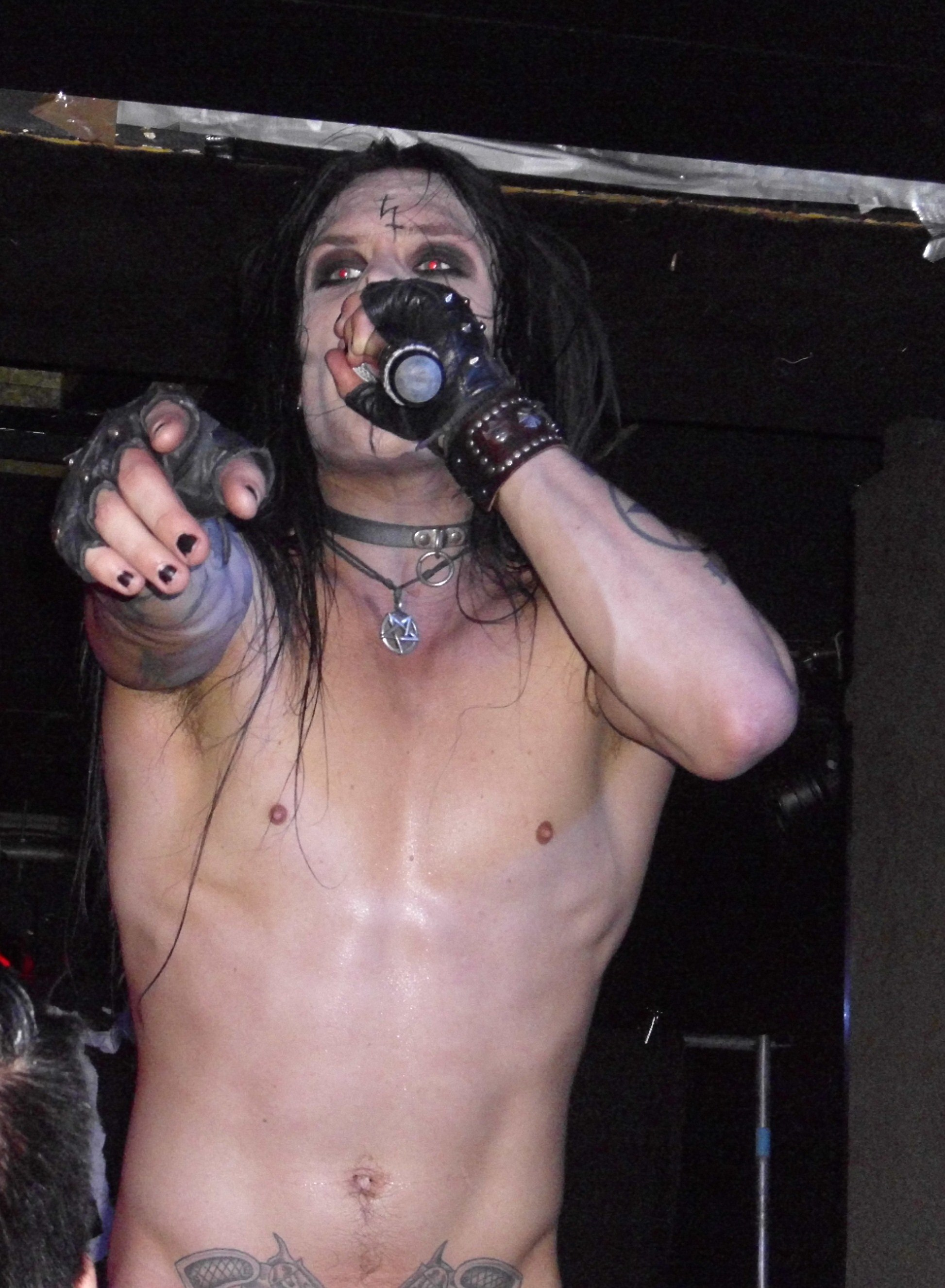
Jamie Anderson (Live in Köln, 2013)

Anfangs spielten Sister noch achtzigerinspirierten Glam Metal und Sleaze Rock, vergleichbar mit den ebenfalls aus Schweden stammenden Bands Crashdïet oder Crazy Lixx. In diesem Musikstil wurden mehrere Demos eingespielt und im Selbstvertrieb verkauft, vor allem auf den eigenen Konzerten. Dann folgte jedoch ein Stilwechsel, was Musik und Auftreten betraf, weg vom Glam Metal. Die Gruppe trennte sich von ihrem bisherigen Gitarristen Dani und dafür stieß Lestat zur Formation. Der Klang der Musik war fortan härter und metallastiger, enthielt aber nach wie vor Elemente des Punk. Die Texte wurden aggressiver, düsterer und boten fortan teils ironische Horrorthematik. Dies hatte zur Folge, dass Sister fortan zuweilen mit den Horrorpunk- und Metal-Bands Murderdolls und Wednesday 13 verglichen wurde. Die Gruppe kann den Vergleich nicht nachvollziehen, da sie sich eher als Sleaze-Band sieht und mit „Horrorpunk nicht viel am Hut“ hat. In einem Interview mit Sänger Jamie nutzt dieser die Genrebezeichnung „Sleaze Punk“, verweist aber auch auf die Bezeichnung „Black Sleaze“, auf die ein weiblicher Fan ihn gebracht hat.
2008 tourte die Band mit Private Line durch Europa. 2009 nahm die Band die EP Deadboys Making Noise auf und drehte ein Musikvideo zum Lied Too Bad for You. Über Alan Averill von Primordial, der auch als Assistent des A&R bei Metal Blade Records arbeitete, kam 2010 ein Plattenvertrag mit diesem Label zustande. Am 3. Juni 2011 erschien das Debütalbum Hated. Das Debütalbum platzierte sich in den Redaktionscharts der Juli-Ausgabe des Rock Hards auf Platz 7 und wurde in die 10xDynamit aufgenommen. Anschließend spielte die Band auf dem Sweden Rock Festival und dem Bang Your Head. Ende des Jahres ging Sister zusammen mit Fozzy auf Tour. Ende 2012 nahm Lestat aus persönlichen Gründen seinen Abschied. Für ihn stieß Gitarrist Tim zur Formation. 2013 folgten Tourneen zusammen mit Skid Row in Großbritannien und Wednesday 13 in Kontinentaleuropa.

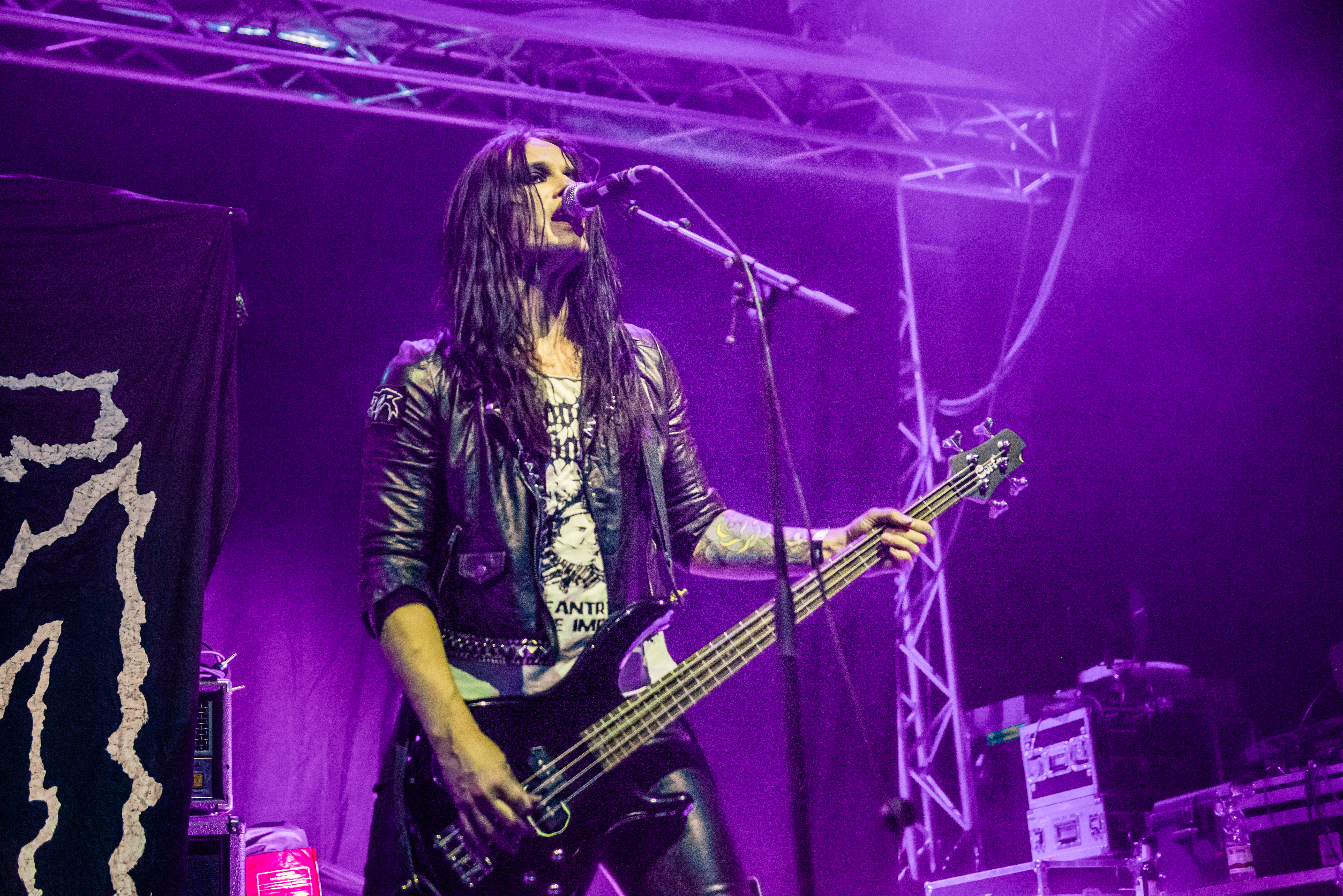
Live beim Ruhrpott Metal Meeting in Oberhausen (2016)

2014 erschien das zweite Album Disguised Vultures wieder über Metal Blade Records. Die Musikwebseite metal.de lobt das Album als „Sleaze-geladenen Punk mit Gitarren, die einem so knallhart in den Arsch treten, dass sie chirurgisch entfernt werden müssen“, sieht es insgesamt jedoch etwas schwächer als den Vorgänger. Die Musikseite Neckbreaker meint zur Band, es wäre „zu einfach“, sie einfach nur als Sleaze-Band zu sehen. Bei Sister würde sich „viel mehr als das verstecken“. Gesanglich erinnere Sänger Jamie Anderson „oftmals an diverse Black-Metal-Combos, die Struktur der Songs erinnert hingegen sehr oft an Punkrock“. So hätten Sister „ihren völlig eigenen Stil und kombinieren die verschiedenen Genres, was insgesamt eine interessante Mischung“ hervorbringe.
Nach neunjähriger Tätigkeit bei Sister, gab Bassist Rikki Riot am 14. Januar 2016 seinen Ausstieg bekannt. Grund dafür sei, dass er eine Veränderung möchte. Vier Tage später verkündeten Sister, dass Martin Sweet von Crashdïet dessen Nachfolge antrete. 2020 wurde Sweet durch Freddan Hiitomaa von der 2019 aufgelösten Glam-Metal-Band Dust Bowl Jokies abgelöst. Die Trennung soll einvernehmlich erfolgt sein, schlicht, da Sweet die Zeit für Sister fehlte. Ende 2020 verkündete die Band ihren Abschied vom Label Metal Blade und eine Zusammenarbeit mit Flick Agency.

## Diskografie

### Alben
- 2011: Hated (2013 als LP)
- 2014: Disguised Vultures (auch als LP)
- 2016: Stand Up, Forward, March! (auch als LP)
- 2021: Vengeance Ignited (auch als LP)

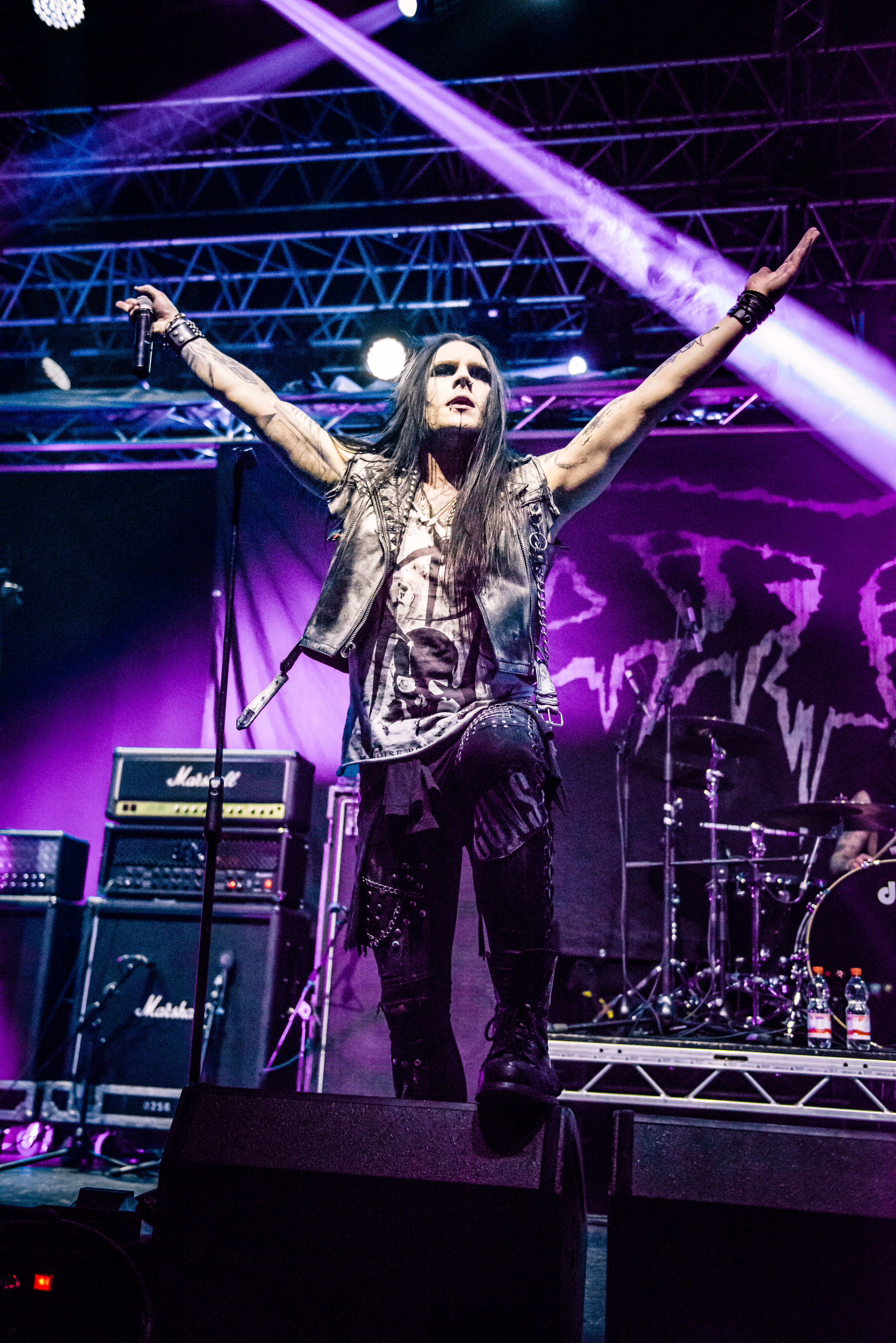
Live beim Ruhrpott Metal Meeting in Oberhausen (2016)

### EPs
- 2009: Deadboys Making Noise (2019 als LP)

### Singles
- 2013: Sick (7"-Vinyl)
- 2020: Die with a Smile
- 2020: Primal Rage

### Demos
- 2007: Ain’t Going Home
- 2007: Get Down n’ Boogie

### Musikvideos
- 2011: Too Bad for You
- 2011: Bullshit & Backstabbing
- 2011: The Unlucky Minority
- 2013: Sick
- 2014: Slay Yourself
- 2014: My Enemy
- 2016: Carved in Stone
- 2017: Carry On
- 2017: Endangered Species
- 2020: Bring out the Dead
- 2020: Vengeance Ignited (Lyric-Video)
- 2020: Die with a Smile
- 2020: Scream for Pleasure